# Тельпугов, Виктор Петрович
Виктор Петрович Тельпугов (1915—1999) — советский писатель.

## Биография
Родился в Москве в 1915 году. Детство провел в сельской местности на юге Украины и в Подмосковье. Окончив в Москве школу ФЗУ, работал токарем на заводе, затем — техником в лаборатории контрольно-измерительных приборов. Осенью 1940 года призван в армию. Сам Виктор Петрович мечтал стать поэтом и работая на заводе заочно учился в Литературном институте (в одно время с Симоновым, Михалковым, Яшиным).
Участник Великой Отечественной войны, служил рядовым солдатом в парашютных частях. Войну встретил в Белоруссии, неподалеку от границы, в конце лета 1941 года был ранен и в январе 1942 года выбыл из действующей армии по ранению.
После войны опять работал токарем, потом получил направление на комсомольскую работу, сотрудник ЦК ВЛКСМ, в издательстве «Молодая гвардия», в редакции газет «Комсомольская правда», «Литература и жизнь».
Первая книга рассказов — «Журавли над Москвой» — вышла в 1961 году. За ней последовали другие, главной темой его произведений стала Великая Отечественная война, главным героем — мужество, проявленное на ней советским человеком. В значительной мере его произведения автобиографичны.
В 1958 году возглавил кафедру творчества в Литературном институте имени А. М. Горького.
Похоронен на Переделкинском кладбище.

## Фильмография
- 1985 Встреча перед разлукой (фильм снят по мотивам повести Виктора Тельпугова «Парашютисты»)